# Red Keds
REDKEDS (Красные Кеды) — российское креативное агентство, занимающееся стратегическим планированием, креативом, производством видеороликов для рекламы, разработкой дизайн-концептов, сайтов, интегрированных кампаний. В 2000-х REDKEDS было одним из лидеров рекламного рынка в России.

## История
Агентство основано в 2005 году Виталием Быковым, Валерием Гольниковым и Сергеем Ильмановым. Годом ранее Гольников анонсировал в ЖЖ, что планирует выпустить книгу детских сказок, Быков откликнулся на сообщение и вызвался помочь с версткой. Вместе они решили попутно создать агентство иллюстраторов, зарабатывать на клиентском сервисе и комиссиях, и пришли за деньгами к Ильманову — тот предложил $10 тысяч за долю в 34% от будущего агентства. 
Название REDKEDS возникло из-за персонажей, которых рисовал Валерий Гольников, большинство из них носили красные кеды.
Агентство стало дизайн-студией, а в работу брали разработку игр, 3D-модели, и сайты. До издания книги со сказками дошли спустя год, и для выпуска привлекли $10 тысяч от компании «Экспедиция». В 2006 году книга «33 сказки» была признана «Книгой года» на Всероссийской выставке-ярмарке в Москве.
В первый год работы REDKEDS получили большой рекламный контракт от Genser, разработали русскоязычные сайты для Converse, Nissan, Honda. Этих денег хватало, чтобы арендовать офис и платить зарплаты сотрудникам.
В 2006 году из-за постоянных споров Гольников принял решение покинуть агентство. Вся компания к тому моменту стоила $100 тысяч и Быков выкупил долю Гольникова (33%).
Хотя компания была по профилю дизайн-студией, Быков преподносил ее как креативное агентство. «Если тебя знают как дизайн-студию, то к тебе не придут за рекламой и ты не получишь части заказов». Для этого Быков скрыто привлекал специалистов из других агентств — например, для того, чтобы получить контракт с Sony он приехал на встречу со стратегом из другого агентства.
В 2008 году Быков выкупил долю Сергея Ильманова за $30 тысяч и остался единственным управляющим партнером агентства. Не в силах управлять агентством в одиночку он предложил доли трем своим сотрудникам: Василию Лебедеву, Олегу Зильбергу и Евгению Стройнову. В обмен на 20% от доли нужно было проработать более 3 лет в операционном управлении агентством.
В 2014 году REDKEDS объявили о слиянии с агентством «Медиасеть». Обновленная структура должна была стать крупнейшим в России агентством на рекламном рынке: и креативным и медийным. Команда «Медиасети» уже заехала в офис REDKEDS, когда выяснилось, что «Медиасеть» на грани банкротства и не имеет ни одного клиента, приносящего прибыль. 
В 2010-х REDKEDS собрали пул крупных клиентов, для которых закрывали все рекламные активации. Благодаря этому агентство выросло до 85 человек и стало одним из крупнейших игроков рынка. С REDKEDS работали Банк России, Сбербанк, Coca-Cola, Honda, Infiniti, Hochland, Sony, Ikea, Panasonic, Danone, Heineken, Audi и многие другие.
В 2014-м году Евгений Стройнов заявил об уходе из агентства и в пользу образовательного продукта (сейчас это SkillFactory), ранее получил грин-кард и уехал в США Олег Зильберг, Василий Лебедев сосредоточился на развитии проекта ИКРА. Быков остался один у управления агентством и предпринимал попытки продать долю в компании, но безуспешно. В этот период агентство покинули многие ключевые сотрудники. Так, например, Василий Богданов и Максим Юрин ушли из «кед» открыли Little Big Agency.
В 2015-м году агентство занимало 4-ю строчку в рейтинге digital-агентств России по версии Tagline, в 2018-м (последний год выход рейтинга) — 8 место. 
В марте 2020 года во время кризиса, вызванного пандемией, REDKEDS уволили 20 из 30 сотрудников и перешли на полностью удаленный режим работы. На момент октября 2020 года в агентстве работают 12 человек.

## Собственные проекты агентства
G8 — фестиваль креативных индустрий, проводится с 2018 года.
ИКРА — школа креативного мышления в Москве.
Cossa.ru — медиа об интернет-маркетинге и digital. Доля в проекте до сих пор принадлежит Виталию Быкову. 
illustrators.ru — каталог российских иллюстраторов, которым сейчас занимается Валерий Гольников.

## Награды
Из последних наград:
«Книга года» — за «33 сказки».
Favourite Website Awards
Golden Drum в номинации Interactive за работу «Советский бутик».
2017 год – Red Apple, бронза за кампанию Twitch Goal Celebrator (Online video) для Nike.
2017 год – ADCR Awards, бронза за кампанию Twitch Goal Celebrator (New Use of Media) для Nike
2018 год – AWWWARDS, honors за сайт для «Точка Дизайна»
2018 год – ADCR Awards, бронза в категории Film & Radio за ролик "Иллюзия" для сервиса Юла 
2019 год – Большая рыба, серебро за ролик для фонда Синдром Любви